# داميان أرييل ألفاريز
داميان أرييل ألفاريز (بالإسبانية: Damián Álvarez) هو لاعب كرة قدم أرجنتيني ومكسيكي في مركز نصف الجناح، ولد في 21 مايو 1979 في مورون في الأرجنتين. شارك مع منتخب المكسيك لكرة القدم. أما مع النوادي، فقد لعب مع تيغريس أونال وريفر بليت ونادي باتشوكا ونادي ريجيانا 1919 ونادي ريجينا.

## وصلات خارجية
- داميان أرييل ألفاريز على موقع الاتحاد الدولي (مؤرشف)  (الإنجليزية)
- داميان أرييل ألفاريز على موقع قاعدة بيانات كرة القدم.إي يو (الإنجليزية)
- داميان أرييل ألفاريز على موقع ناشيونال فوتبول تيمز (الإنجليزية)
- داميان أرييل ألفاريز على موقع Soccerway.com (الإنجليزية)
- داميان أرييل ألفاريز على موقع AS.com (الإسبانية)